# Hubertus Drobner
Hubertus Rudolf Drobner (* 23. Mai 1955 in Mannheim-Rheinau) ist ein deutscher römisch-katholischer Theologe.

## Leben
Hubertus Drobner studierte Theologie an der Lateranuniversität in Rom. Am 12. Juni 1982 empfing er in Mainz die Priesterweihe, gemeinsam mit seinem älteren Bruder Karl-Heinz. Bereits 1980 wurde er an der Universität Mainz mit einer philologischen Arbeit über die Osterpredigt De tridui spatio Gregor von Nyssas promoviert. Später erwarb er zwei weitere Doktortitel und habilitierte sich. 1986 übernahm er an der Theologischen Fakultät Paderborn den Lehrstuhl für Kirchengeschichte und Patrologie, den er bis zum Sommersemester 2025 innehatte.
Drobners Lehrbuch der Patrologie wurde auch ins Englische, Französische, Italienische, Koreanische, Portugiesische, Spanische und Tschechische übersetzt. Darüber hinaus ist er durch die Herausgabe der Predigten des heiligen Augustinus von Hippo in Erscheinung getreten. Für die dritte Auflage des Lexikons für Theologie und Kirche und das Biographisch-Bibliographische Kirchenlexikon verfasste Drobner zahlreiche Artikel.
Hubertus Drobner stand als Konsistorialdekan dem Konsistorium der Apostolischen Visitatur für die heimatvertriebenen Katholiken des Erzbistums Breslau vor.

## Ehrungen
Im September 2014 verlieh ihm die Universität Oxford den Grad eines Doctor of Divinity (DD). Die Australian Catholic University ernannte ihn im selben Jahr zum Professor e.h. Die University of Leicester verlieh ihm 2021 den Ehrendoktortitel (DLitt).
Papst Franziskus ernannte ihn am 15. Oktober 2016 zum Mitglied der Päpstlichen Kommission für Sakrale Archäologie.

## Veröffentlichungen (Auswahl)
- Gregor von Nyssa. Die drei Tage zwischen Tod und Auferstehung unseres Herrn Jesus Christus. Eingeleitet, übersetzt und kommentiert, Leiden 1982; ISBN 978-90-04-13315-0
- Person-Exegese und Christologie bei Augustinus. Zur Herkunft der Formel una persona, Leiden 1986, ISBN 978-90-04-67171-3
- Der heilige Pankratius – Leben, Legende u. Verehrung, Paderborn 1988, ISBN 3-87088-556-4. (²2005)
- Lehrbuch der Patrologie, Freiburg im Breisgau 1994, ISBN 978-3-451-23498-9. (Frankfurt am Main etc. ²2004, ³2011)
- Archaeologia Patristica. Die Schriften der Kirchenväter als Quellen der Archäologie und Kulturgeschichte: Gregor von Nyssa, Homiliae in Ecclesiasten, Vatikanstadt 1996, ISBN 978-88-85991-16-3
- Augustinus von Hippo: Sermones ad populum. Überlieferung und Bestand – Bibliographie – Indices, Leiden 2000, ISBN 978-90-04-31315-6
- Gregorii Nysseni In Hexaemeron. Opera exegetica in Genesim, Pars I (Gregorii Nysseni Opera IV/I), Leiden 2009, ISBN 978-90-04-13315-0
- Augustinus von Hippo, Sermones ad populum. Überlieferung und Bestand – Bibliographie – Indices: Supplement 2000-2010, Frankfurt am Main etc. 2010, ISBN 978-3-631-61258-3
- Quo vadis, Bologna? The Challenges to Catholic Higher Education in Germany, Hamburg 2013, ISBN 978-3-8300-7168-6
- Augustinus von Hippo, Predigten zu den Psalmen (Sermones 13-34). Einleitung, Text, Übersetzung und Anmerkungen, 2 Bde., Frankfurt am Main etc. 2016, ISBN 978-3-631-78718-2
- Die Chronologie der Predigten Augustins. Eine neue Methodologie, 2 Bde., Leiden-Paderborn 2024, ISBN 978-3-657-79348-8